# Дельфин (механизм)
Дельфин — разновидность мебельного механизма трансформации дивана (дивана-кровати).
Механизм «Дельфин» основан на выкатывании дополнительной платформы, скрытой под сидением дивана. Из положения «диван» в положение «кровать» трансформирование происходит в результате выдвигания платформы из нижней части и поднятия вверх блока спального места после того, как человек потянет за ремешок. После этого платформа поднимается до уровня сидения, образуя с ним единое целое спальное место.

## Плюсы и минусы
Плюсы механизма «Дельфин»:
- Простота использования.
- Процесс трансформирования занимает несколько секунд.
- Нет необходимости отодвигать диван от стены.
- Спальное место получается абсолютно ровным.

Минус - отсутствие пространства для белья под сидением дивана.

## Конструкция
Конструкция «Дельфин» включает в себя отшлифованный каркас из хвойных сортов дерева, фанеры и ламинированного ДСП и два металлических кронштейна с роликовой рамой, соединенную с выдвижной платформой обеспечивающую возможность трансформации.
Механизм может быть установлен на всех видах дивана.